# Lavandula pedunculata
Lavandula pedunculata, el espliego o cantueso es una planta de la familia Lamiaceae.  El  largo pedúnculo desnudo de la espiga es más de dos veces la longitud de esta. Los tallos de flores de esta especie lo convierten en una atractiva lavanda y lo distingue de Lavandula stoechas. Las hojas caulinares quedan muy alejadas de la inflorescencia. El epíteto pedunculata, se refiere a los pedúnculos largos.

## Clasificación
Esta especie ha sido reconocida durante mucho tiempo, según Rozeira (1949), por el botánico holandés Dodonaeus (1568), aunque  Gingins (1826) cita a su compatriota Lobelius (1570). como el primero . Ambos herbolarios eran de los Países Bajos y colaboraron estrechamente, intercambiando material e información y, a menudo, dificultando discernir qué atribuir a quién.
Linneo (1753) en Species Plantarum lo reconoció como var. β  bajo L. stoechas, pero no le dio un epíteto específico y, por lo tanto, no tiene un estado nomenclatural. Lundmark (1780) siguió este tratamiento anterior en su monografía, pero le dio el epíteto pedunculata.
Miller (1768) le otorgó un estatus específico como Stoechas pedunculata y luego el botánico español Cavanilles (1802) como Lavandula pedunculata. Tanto el nombre de Cavanilles como la combinación hecha por Rozeira (1949) basado en el nombre de  Miller ha sido citado en la literatura como prioritario. De acuerdo con el Artículo 11.4 del ICBN (Greuter et al., 2000), dado que el nombre de  Miller fue el primero en ser publicado en el rango de especies, tiene prioridad y es el basiónimo. 
Stoechas pedunculata fue publicado por Philip Miller en su octava edición del Gardeners Dictionary  (Miller 1768).
Su propio herbario es ahora parte del herbario general del Museo de Historia Natural (BM). No hay especímenes de Stoechas pedunculata allí o en el Herbario Sloane en el BM, ni en el herbario de Linneo alojado en la Linnean Society (LINN), todos ubicados en Londres.
Muchas de las plantas del Chelsea Physic Garden también se ilustraron (Stearn, 1974), pero hasta la fecha no hemos visto ninguna de estas especies.
Dado el material histórico inadecuado rastreado hasta la fecha, se necesita más investigación antes de tipificar esta especie. otras poblaciones también necesitan más investigación, especialmente alrededor de Barcelona en España, donde el supuesto híbrido entre L. stoechas subsp. stoechas y Lavandula pedunculata, han sido recolectadas y denominadas  L x cadevalli y subsp. font-queri. El rango de estos dos taxones ciertamente se superponen aquí y las anotaciones de herbario sugieren que a veces aparecen más juntas. 

## Distribución
Sin embargo, los especímenes podrían interpretarse como material atípico de cualquiera de los taxones. Es llamativa la distribución de subsp. pedunculata encontrada en España y el noreste de Portugal, subsp. lusitanica y subps. sampaiana en el suroeste de España y Portugal, subsp. atlántica de Marruecos y subsp. cariensis de Turquía. Estas distribuciones separadas sugieren un antepasado común reciente que una vez se distribuyó por gran parte de la cuenca mediterránea. El cambio climático provocó la contracción en el rango de esta especie dejando poblaciones aisladas en refugios que ahora representan taxones distintos 
Un taxón adicional, var. maderensis de Madeira fue descrita por primera vez por Bentham (1848). Este taxón ha sido un enigma y su naturaleza exacta es incierta. Bentham (1848) describió originalmente su variedad como un intermediario entre L. pedunculata y Lavandula viridis y un espécimen particular recolectado por C. M. Lemann s.n. en Kew se observó que se parecía mucho a L. viridis.
El examen del material de herbario disponible respalda el carácter intermedio de estas muestras.
Así tratamos la var. maderensis como un híbrido entre L. pedunculata y L. viridis y lo analizamos en los híbridos cultivados de la sección Stoechas.

## Clave para subespecies
- 1. Cáliz y brácteas inducidas como pelos cortos y muy ramificados; brácteas fértiles inferiores ampliamente obovadas-triangulares y más largas que el cáliz. subsp.pedunculata

Cáliz y brácteas con indumento lanoso de pelos largos y ramificados; brácteas fértiles inferiores más o menos redondas a obovadas y que no exceden el cáliz...........................2
- 2. Apéndice del cáliz de 2 lóbulos alados. Turquía ...... subps. cariensis

Apéndice del cáliz entero. España, Portugal y Marruecos..........................3
- 3. Brácteas apicales extendiéndose; cáliz con indumento lanoso de 1-2 pelos ramificados, pelos glandulares sésiles y en forma de cabeza. Marruecos............subps. atlantica

Brácteas apicales erectas; cáliz con indumento lanoso y glándulas sésiles. España y Portugal..........4
- 4. Espigas de flores 2-3 tan largas como anchas; cáliz y brácteas con indumento lanoso de pelos largos y ramificados ....... subsp. lusitanica

Espigas de flores  3 veces más largas que anchas, cálices y brácteas con indumento lanoso difuso de pelos cortos ramificados ... subps. sampaiana

## Taxonomía
- Lavandula pedunculata subsp. pedunculata (Mill.) Cav. 1802
- Lavandula pedunculata subsp. cariensis   (Boiss.) Upson &  S.Andrews comb. nov.
- Lavandula pedunculata subsp. atlantica   (Braun-Blanq.) Romo 1992
- Lavandula pedunculata subsp. lusitanica  (Chaytor)  Franco 1984
- Lavandula pedunculata subsp. sampaiana   (Rozeira)  Franco 1984[3]